# Zbrojovka Vsetín
Zbrojovka Vsetín (Waffenwerk Vsetín) in der Stadt Vsetín in Tschechien wurde 1937 als die dritte Produktionsstätte (závod III) der Rüstungsfirma Zbrojovka Brno, damals noch Československá zbrojovka Brno, gegründet. Heute firmiert sie als ZVI a.s., die 2000 aus der 1993 gegründeten Tochterfirma Zbrojovka Vsetín – INDET a.s. durch eine Umbenennung entstand und nach Entzug staatlicher Aufträge 2013 vor dem Konkurs steht; das Unternehmen wird dennoch bis heute in Medien meist „Zbrojovka“ genannt.

## Weitere Bezeichnungen
Außer den genannten Bezeichnungen trug die Gesellschaft infolge von durch das kommunistische Regime angeordneten Umschichtungen und Umbenennungen beziehungsweise infolge von Fusionen und Produktionsausgliederungen  nach 1989 noch folgende Namen:
- ZŘR - Závody Říjnové Revoluce, n.p. (národní podnik - volkseigener Betrieb), mit mehreren Betriebsstätten
- Zbrojovka Vsetín, koncernový podnik (Konzernbetrieb)
- Zbrojovka Vsetín ZTM (ZBROJOVKA TEXTILE MACHINERY)
- TRUSTFIN a.s.
- IPEK a.s.
- ZBROJOVKA ZTM a.s.

## Geschichte

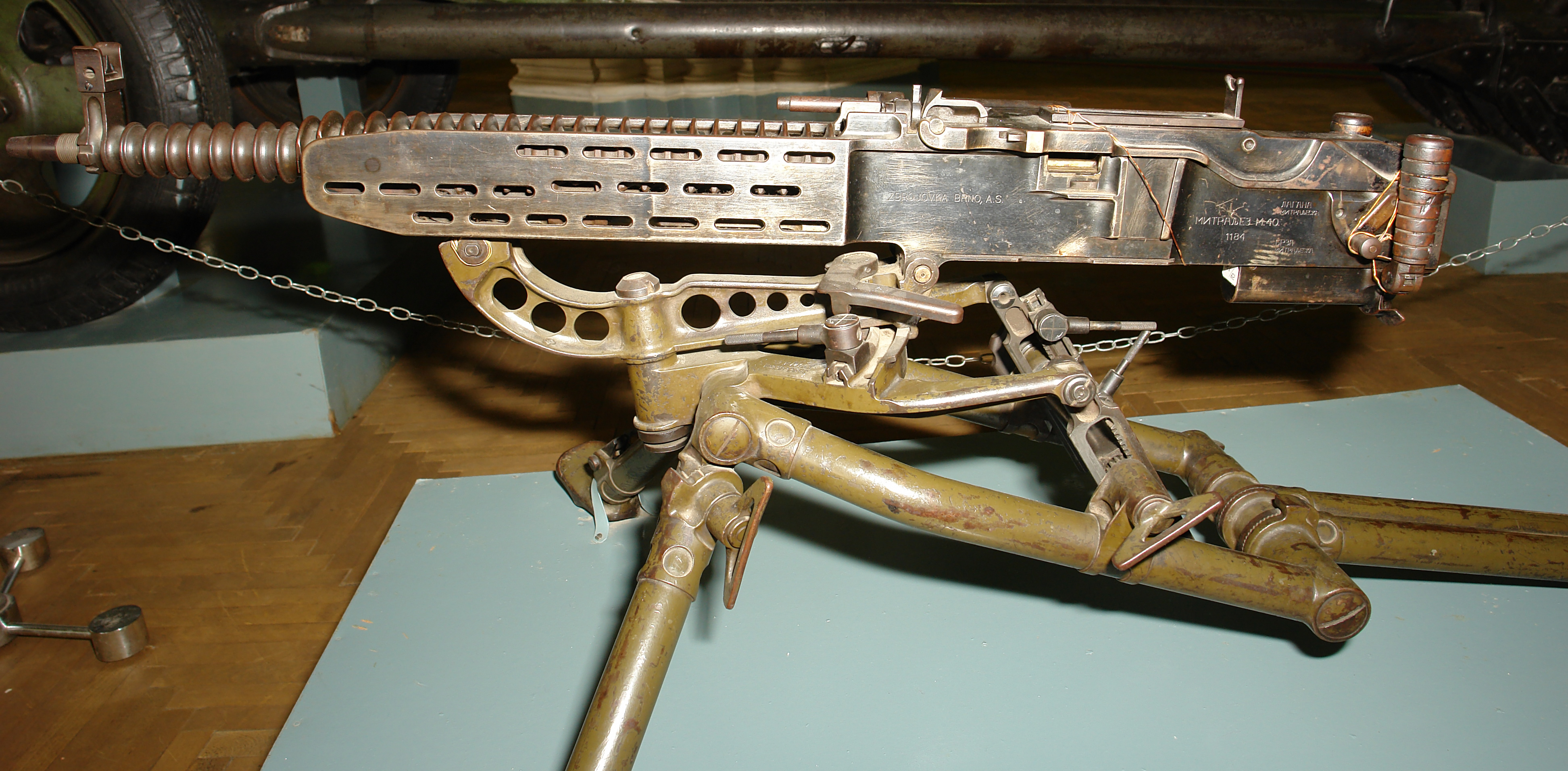
ZB vz. 37

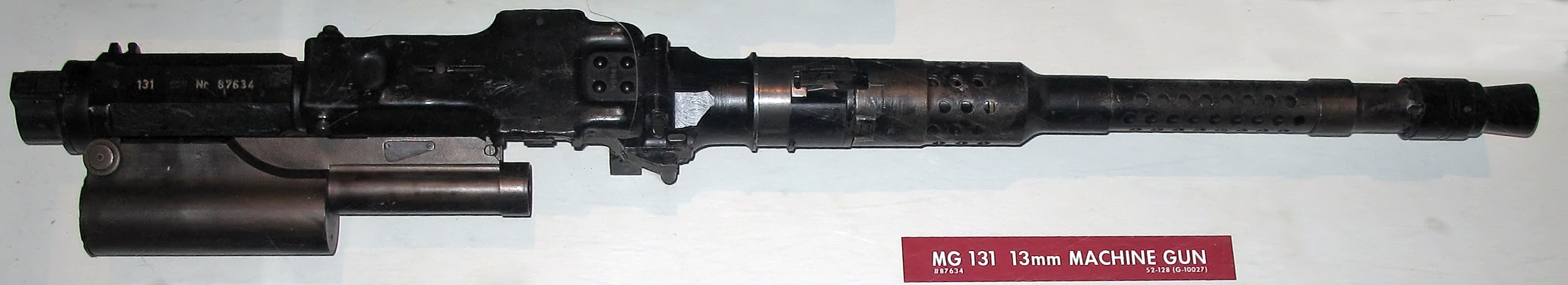
MG 131

Nach der Gründung 1937 übernahm das Werk die Produktion von Maschinengewehren wie beispielsweise dem ZB vz. 37 sowie der Munition für die Armee und Jäger. Während des Zweiten Weltkriegs wurde die Produktion auf den Bedarf der Wehrmacht (und der Waffen-SS) ausgerichtet. Die Kapazität der Werke wurde erhöht, so dass bald eine jährliche Produktion von 4.800 Maschinengewehren erreicht wurde; ferner wurden auch Kanonen für die Luftwaffe, Flugabwehrkanonen und andere Waffen und Munition hergestellt. Vom Maschinengewehr MG 131 wurden alleine 1944 über 42.800 Stück hergestellt.
Nach 1945 wurden zuerst weiterhin Produkte aus dem Bereich der Rüstungsindustrie hergestellt: Munition 12,7 × 108 mm, Maschinengewehr Gorjunow SG-43 (in der SGMT-Ausführung für Panzer), Panzerfäuste, Kanonen für die Luftwaffe, Flugabwehrkanonen M53/59 Praga und andere Waffen. Das Unternehmen beschäftigte über 7000 Personen und verfügte über eigene soziale Einrichtungen wie Wohnanlage, Kulturhaus, Berufsschule mit Internat und ähnliche.
1950 wurde Zbrojovka Vsetín, bislang eine Tochtergesellschaft der Zbrojovka Brno, als eigenständige Firma von der Muttergesellschaft abgetrennt und erhielt die Aufgabe, sich zusätzlich auf Produkte für die Textilindustrie zu orientieren. Dieser Zweig des Maschinenbaus wurde in den folgenden Jahren zum wichtigsten Beschäftigungsfeld des Unternehmens, das nach und nach die Herstellung von verschiedenen Strickmaschinen, pneumatischen wie hydraulischen Luftdüsenwebmaschinen usw. einführte; diese Erzeugnisse wurden in 60 Länder weltweit exportiert.
Nach 1989 sind drei Tochtergesellschaften entstanden, die miteinander stark und abwechselnd verflochten waren:
- Zbrojovka Vsetín INDET, mit Schwerpunkt Herstellung von elektrischen und nicht elektrischen Sprengzündern
- TRUSTFIN, eine Tochtergesellschaft der INDET, für die Herstellung von verschiedenen Strickmaschinen
- STIM ZET für die Herstellung von Schneidemaschinen und -einrichtungen sowie Bohrwerkzeugen

Die Mutterfirma Zbrojovka Vsetín behielt die Produktion von Waffen und Munition.

## Entwicklung nach 2000
Die weitere Entwicklung der Muttergesellschaft wie auch der Tochterfirmen ist verwirrend und lässt sich nur annähernd nachvollziehen. Einige wenige kleinere Unternehmen, die durch Abspaltungen oder Ausgliederungen kurzzeitig im Umfeld der Mutterfirma tätig waren (wie Zbrojovka Vsetín-ZTM, ZPS ZV, Zbrojovka Vsetín – KM, Zbrojovka Vsetín – Nástroje usw.), werden hier nicht berücksichtigt.

### Zbrojovka Vsetín
- Die Mutterfirma Zbrojovka Vsetín ist am 24. Juni 1998 in Konkurs gegangen.[4] 1999 kaufte die Metallhärterei-Firma Galvamet, die ebenfalls 1999 in Vsetín gegründet wurde, einige Restbestände der Zbrojovka Vsetín, darunter das Gebäude Nr. 11 auf dem ehemaligen Zbrojovka-Gelände, wo bis 1998 Metalle gehärtet wurden; auf der Webseite wie auch bei anderen Gelegenheiten wird der Eindruck vermittelt, die Kontinuität der Firma reiche zurück bis in das Jahr 1937 (Gründungsjahr der Zbrojovka Vsetín) und Galvamet setzte diese Tradition fort, ohne dass darüber im Handelsregister eine plausible Erwähnung zu finden wäre.[5][6][7]

### Zbrojovka Vsetín INDET
- Zbrojovka Vsetín INDET  wurde 1993 durch Transformationen mit Teilen der Holdingfirma Zbrojovka Vsetín neu organisiert; diese neue Aktiengesellschaft Zbrojovka Vsetín INDET wurde um 2000 in ZVI (Kurzformel der Firma; heute ZVI a.s. für AG) umbenannt. Im Dezember 2004 wurde sie zu einer 100-prozentigen Tochterfirma der Gesellschaft M.P.I. Trading s.r.o. (GmbH), heute M.P.I. Group[2][8]; Medienberichten vom Anfang 2013 zufolge[9][10] hat das Národní úřad pro vyzbrojování (Nationalamt für Aufrüstung), eine Abteilung des Verteidigungsministeriums in Prag, beschlossen, die in ZVI hergestellte Munition günstiger im westlichen Ausland zu kaufen und entzog somit der Firma die Haupteinnahmequelle, so dass ein Konkurs anhängig werden sollte; diese Entscheidung wurde stark kritisiert, das Amt wurde im Januar 2015 aufgelöst.[11] Ende 2015 war das Unternehmen noch tätig.

### Trustfin
- Trustfin, die 1996 einige Produktionskapazitäten von Zbrojovka Vsetín übernahm, war in mehrere Beteiligungen, Übernahmen sowie Umbenennungen verwickelt, teilweise mit ausländischen Firmen[12]; seit 2000 befindet sich Trustfin im Konkursverfahren[13]

### Stim Zet
- Bei STIM ZET wurde im September 2009 Konkurs durchgeführt[14]; die Firma wurde 2010 durch die Handelsfirma M&V in Vsetín übernommen und ist als deren „Produktionsdivision“ unter dem alten Namen STIM ZET weiterhin mit Produkten im Bereich Schneidemaschinen und -einrichtungen sowie Bohrwerkzeugen tätig.[15][16]